# 孔德加
孔德加（西班牙語：Condega），是尼加拉瓜的城鎮，位於該國北部，由埃斯特利省負責管轄，始建於1962年，面積371平方公里，海拔高度562米，2005年人口28,481，人口密度每平方公里76.77人。